# Buick (musikalbum)
Buick är Peter LeMarcs debutalbum, utgivet 1982 på skivmärket Trend.

## Låtlista
1. Sjömän utan stjärnor
2. Ett hus i Hattenbach
3. (Hemlig) Agent i mitt hemland
4. Vi kan gå (mycket längre än så)
5. Cinerama
6. Legender
7. Guld
8. Vad kvinnan vill
9. Slut på alla ord
10. Mannen som stjäl kärlek
11. Mitt hemliga hjärta
12. Mirakel varje måndag

## Medverkande
- Peter LeMarc (sångare, upphovsrättsman)
- C. Fransman (upphovsrättsman)
- Masoke Matthews (medverkande, elgitarr)
- Wojtek Wybraniec (medverkande)
- Gregor Wybraniec (medverkande)